# Ringholmen (Fjell)
Ne doit pas être confondu avec Ringholmen.
Ringholmen est une île dans le landskap Sunnhordland du comté de Vestland. Elle appartient administrativement à Øygarden.

## Géographie
Rocheuse et couverte d'arbres, elle s'étend sur environ 349 m de longueur pour une largeur approximative de 155 m. Elle compte cinq habitations.